# Abditomys latidens
Genre
Espèce
Statut de conservation UICN

 DD  : Données insuffisantes
Abditomys latidens est une espèce de rongeur de la famille des Muridés endémique de Luçon aux Philippines. C'est la seule espèce du genre Abditomys.

## Habitat et répartition

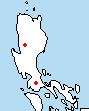
Carte de Luçon, aux Philippines, avec répartition des populations

C'est une espèce endémique des Philippines que l'on trouve dans les montagnes de l'île de Luçon.